# Microtheoris
Microtheoris é um gênero de mariposa pertencente à família Crambidae.